# بروسبيرو (قمر اصطناعي)
بروسبيرو (بالإنجليزية: Prospero) وعرف أيضًا باسم إكس-3 هو قمر اصطناعي بريطاني، أطلقته المملكة المتحدة في 1971. صُمم القمر الاصطناعي لتنفيذ مجموعة من التجارب التي تهدف لدراسة تأثير بيئة الفضاء على الأقمار الاصطناعية المخصصة للاتصالات، وظل هذا القمر الاصطناعي عاملًا حتى 1973، وبعد ذلك ظل هناك تواصل سنوي معه لمدة 25 عامًا. كان بروسبيرو أول قمر اصطناعي بريطاني يطلق بنجاح بواسطة صاروخ بريطاني، إلا أن أرييل 1 كان القمر الاصطناعي الأول الذي تضعه المملكة المتحدة في المدار وجرى إطلاقه في أبريل 1962 بواسطة صاروخ أمريكي.

## البناء
بُنى القمر الاصطناعي بواسطة مؤسسة الطائرات الملكية في فارنبرة. وسُمى أولًا بق Puck، وهي شخصية في روايات شكسبير، صمم القمر الاصطناعي لاختبار التقنيات الضرورية للاتصالات. اختبر تجهيزان لخلايا شمسية تجريبية. الأول كان اختبارًا للخلايا الخفيفة والتركيب، والثاني كان محاولة إحلال غطاء من سيريوم أوكسيد محل غطاء سيليكا تقليدي. اختبرت نظم القياس عن بعد والطاقة أيضًا. حمل القمر الاصطناعي أيضًا كاشفًا للنيازك الدقيقة، لاستشعار الأجسام الصغيرة للغاية. عمل هذا الكاشف بمبدأ التأين الصدمي. عندما قررت وزارة الدفاع إلغاء برنامج بلاك أرو، قرر فريق التطوير الاستمرار في المشروع لكن أعيد تسمية القمر الاصطناعي ليحمل اسم بروسبيرو عندما أُعلن أنها ستكون آخر محاولة للإطلاق بصاروخ بريطاني. إذ أخفقت محاولة سابقة لإطلاق صاروخ بلاك أرو كان يحمل أروبا إكس-2، وذلك عندما تعذر على الصاروخ الوصول إلى المدار نتيجة توقف محرك المرحلة الثانية قبل ميعاده.

## الإطلاق
أُطلق بروسبيرو بصاروخ بلاك أرو في 04:09 بتوقيت جرينتش في 28 أكتوبر 1971، من منطقة الإطلاق 5 بي (LA-5B)، في وومورا، جنوب أستراليا. هذا الإطلاق الناجح جعل بريطانيا الدولة السادسة التي تطلق قمرًا اصطناعيًّا إلى المدار بواسطة صاروخ حامل محلي الصنع. المرحلة الأخيرة من صاروخ بلاك أرو دخلت المدار أيضًا واستمرت في طريقها بعد الانفصال عن بروسبيرو واصطدمت بإحدى هوائياته.

## التشغيل
جرى تشغيل القمر الاصطناعي من قاعدة القوات الجوية البريطانية في لاشام. في الدورات الأولى للقمر استعان المشغلون بنظام استراك التابع للمنظمة الأوروبية لأبحاث الفضاء. أما في فترات التشغيل العادية، فقد قدمت محطة مجلس البحث العلمي، القابعة في بورت ستانلي في جزر فوكلاند، بيانات في الوقت الحقيقي.

## النتائج
كشفت التجارب أن تصميم الخلايا الشمسية الخفيفة كان تصميمًا ناجحًا، أما غطاء أوكسيد السيريوم لم يكن فعالًا، إذ أن الخلايا الشمسية التي غطيت بهذا الغطاء كان لها معدل تدهور أكبر.

## الحالة
توقفت شرائط التسجيل في بروسبيرو في 1973. ذكر برنامج وثائقي لهيئة الإذاعة البريطانية أن إشارة بروسبيرو ما زالت مسموعة على تردد 137.650 ميجاهرتز حتى 2004، إلا أن الإشارة كانت في الواقع لقمر أوربكوم. خرج بروسبيرو من الوضع التشغيلي رسميًّا في 1996، عندما قررت مؤسسة أبحاث الدفاع تفكيك محطة مراقبة الأقمار الاصطناعية في لاشام، هامبشاير؛ لكن جرى تشغيل القمر الاصطناعي في السنوات الماضية في ذكرى إطلاقه. وهو الآن في المدار المنخفض للأرض ولا يتوقع سقوطه حتى 2070، بعد حوالي 100 عام من إطلاقه.
في سبتمبر 2011 أعلن فريق بريطاني من مختبر مولارد لعلوم الفضاء نيته إعادة الاتصال ببروسبيرو، في ذكرى إطلاقه الأربعين. لكن حتى سبتمبر 2012، لم يحرز تقدم ملحوظ في إتمام الاتصال بسبب قيود زمنية.

## استشهادات
1. 1 2 3  Jonathan McDowell, Jonathan's Space Report (بالإنجليزية), QID:Q6272367
2. ↑  Krebs، Gunter. "Prospero (X-3)". Gunter's Space Page. مؤرشف من الأصل في 2021-10-28. اطلع عليه بتاريخ 2011-09-22.
3. ↑  Hill، C. N. "The Cancellation of Black Arrow". A Vertical Empire. SpaceUK.org. مؤرشف من الأصل في 2009-06-07. اطلع عليه بتاريخ 2011-11-05.{{استشهاد ويب}}:  صيانة الاستشهاد: مسار غير صالح (link)
4. ↑  Norris، Pat (2008). Spies in the sky: surveillance satellites in war and peace. Berlin: Springer. ص. 156. ISBN:9780387716725.
5. ↑  Sketch، H.J.H؛ Massey، Harrie Stewart Wilson؛ Dalziel، R؛ King-Hele، Desmond George (29 أبريل 1975). "The Prospero satellite". Proceedings of the Royal Society A. ج. 343 ع. 1633: 265–275. DOI:10.1098/rspa.1975.0064. مؤرشف من الأصل في 2021-10-29.
6. ↑  Wheeler، Brian (12 يناير 2004). "Britain's first space pioneers". بي بي سي نيوز. مؤرشف من الأصل في 2021-01-26. اطلع عليه بتاريخ 2020-03-04.
7. ↑  Coast, 26 October 2006, Series 2 Episode 1, BBC
8. ↑  Roger J A، Duthie (4 أبريل 2012). "Long Overdue Update". UCL Blogs. مؤرشف من الأصل في 2012-10-24. اطلع عليه بتاريخ 2012-06-25.